# His New Mamma
His New Mamma es un cortometraje estadounidense de 1924 dirigido por Roy Del Ruth e interpretado por Harry Langdon, Alice Day y Madeline Hurlock. Está producido por Mack Sennett.

## Elenco

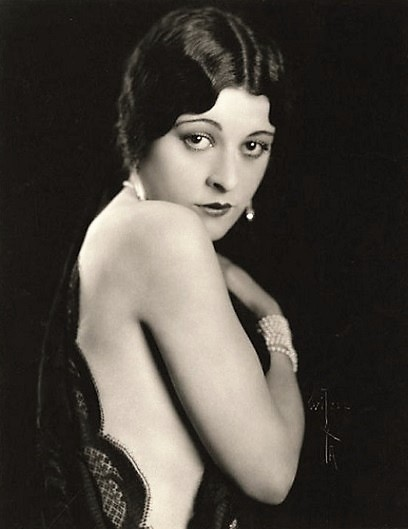
Madeline Hurlock

- Harry Langdon, el granjero joven y taxista
- Andy Clyde, el granjero anciano
- Madeline Hurlock, la nueva mamá
- Tiny Ward, el conductor de la nueva mamá
- Alice Day, la heredera
- Jack Cooper, el acompañante de la heredera .

## Argumento
El padre de un joven granjero cree que su hijo está intentando seducir a su nueva joven esposa, por lo que lo echa de casa. En la ciudad, el joven consigue un trabajo de taxista y en un trayecto que le lleva a la playa encuentra a la mujer de su padre con otro hombre.

## Datos de producción
El corto se estrenó el 22 de junio de 1924.

No se conserva más que un 80% del metraje total de la película, aproximadamente.
El taxista hace un trayecto para llevar a las Bathing Girls a la playa, donde las esperan para hacer una grabación. Las diez chicas, sin acreditar, son: Mary Akin,  Margaret Cloud, Dorothy Dorr, Cecille Evans, Evelyn Francisco, Eugenia Gilbert, Thelma Hill, Natalie Kingston, Elsie Tarron y Gladys Tennyson.

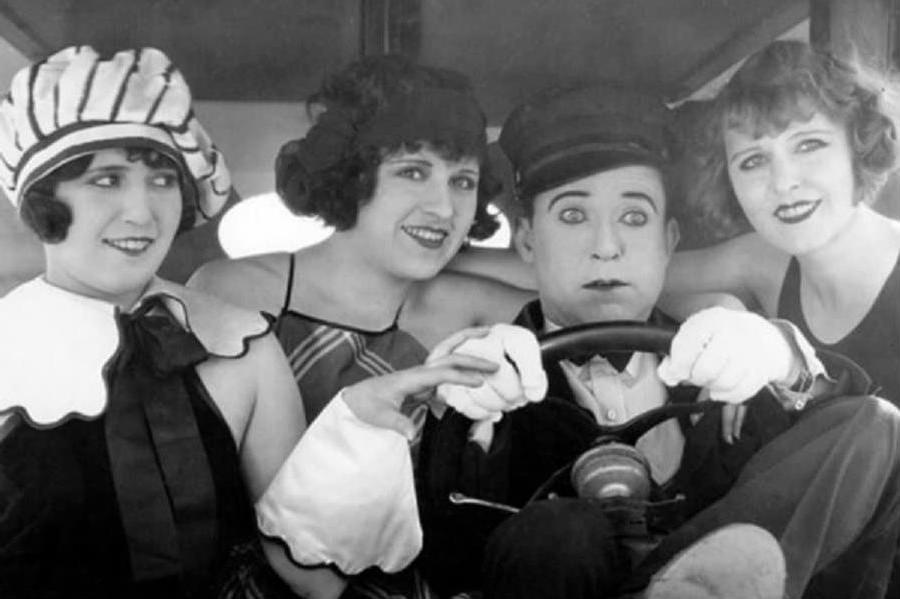
Eugenia Gilbert, Thelma Hill, Harry Langdon y Natalie Kingston

Al final de la película, ocurre una alocada persecución policial al más puro estilo de los Keystone Cops.